# Île Koutoumo
L’île Koutoumo ou Kotomo est un îlot de Nouvelle-Calédonie appartenant administrativement à Île des Pins.

## Histoire
Une hache et plusieurs fossiles y ont été découverts dans les années 1870, ce qui démontrent que l'île fut habitée à une époque très ancienne. 